# Kurt Koch
Kurt Koch (Emmerbrücke, 15 maart 1950) is een Zwitsers geestelijke en een kardinaal van de Rooms-Katholieke Kerk.
Koch studeerde aan de Ludwig Maximilians-Universiteit in München en aan de Universiteit van Luzern, waar hij in 1975 afstudeerde in de theologie. In Sursee werkte hij vervolgens enkele jaren als lekentheoloog. Hij werd in 1982 priester gewijd en werkte vervolgens als kapelaan in de parochie van St. Marien in Bern. In 1986 werd hij docent dogmatiek en moraaltheologie aan de Universiteit van Luzern, waar hij in 1987 promoveerde op een proefschrift over het werk van de Evangelisch-Lutherse theoloog Wolfhart Pannenberg. Na zijn habilitatie werd hij in 1989 benoemd tot hoogleraar dogmatiek, ethiek, liturgiewetenschap en oecumenische theologie benoemd aan de Universiteit van Luzern.
In 1995 benoemde paus Johannes Paulus II Koch tot bisschop van Bazel. De paus zelf wijdde hem bisschop. Van 2007 tot 2009 was Koch voorzitter van de Zwitserse bisschoppenconferentie. Op 1 juli 2010 benoemde paus Benedictus XVI hem tot president van de Pauselijke Raad ter Bevordering van de Eenheid van de Christenen als opvolger van Walter kardinaal Kasper. Daarbij werd hij ad personam tot aartsbisschop verheven. Koch nam naast deze functie nog als apostolisch administrator het bestuur van het Bisdom Bazel waar, tot zijn opvolger Felix Gmür later in 2010 werd benoemd.
Koch werd tijdens het consistorie van 20 november 2010 kardinaal gecreëerd. Hij kreeg de rang van kardinaal-diaken. Zijn titeldiakonie werd de Nostra Signora del Sacro Cuore. Hij nam deel aan het conclaaf van 2013.
Op 3 mei 2021 werd Koch bevorderd tot kardinaal-priester. Zijn titeldiakonie werd tevens zijn titelkerk pro hac vice.
De Pauselijke Raad ter Bevordering van de Eenheid van de Christenen werd in 2022 opgeheven bij de invoering van de apostolische constitutie Praedicate Evangelium. De taken en bevoegdheden van de raad werden toegewezen aan de nieuw ingestelde Dicasterie voor Bevordering van de Eenheid van de Christenen, waarvan Koch de eerste prefect werd.

## Een deel van zijn publicaties
- Bereit zum Innersten: für eine Kirche, die das Geheimnis lebt; Herder Freiburg 2002, ISBN 3-451-28112-0
- Eucharistie: Herz des christlichen Glaubens; Paulus Freiburg/Schweiz 2006, ISBN 3-7228-0653-4
- Dass alle eins seien: ökumenische Perspektiven; Sankt Ulrich Augsburg 2007, ISBN 978-3-936484-76-2
- Die Kirche Gottes: Gemeinschaft im Geheimnis des Glaubens; Sankt Ulrich Augsburg 2007, ISBN 978-3-86744-023-3
- Dem Herrn gehört die Zeit: Meditationen zum Kirchenjahr; Bonifazius Paderborn 2008, ISBN 978-3-89710-417-4
- Das Geheimnis des Senfkorns: Grundzüge des theologischen Denkens von Papst Benedikt XVI.; Pustet Regensburg 2010, ISBN 978-3-7917-2304-4

- Bibsys: 90352157
- Bibliothèque nationale de France: cb121838037 (data)
- CiNii: DA08656403
- Gemeinsame Normdatei: 120049252
- International Standard Name Identifier: 0000 0001 1177 7649
- Library of Congress Control Number: n83031702
- Nationale Bibliotheek van Tsjechië: jo20000080239
- Nationale Bibliotheek van Polen: a0000003050259
- Nederlandse Thesaurus van Auteursnamen: 073954314
- Réseau des bibliothèques de Suisse occidentale: 02-A003463474
- Istituto Centrale per il Catalogo Unico: CFIV049977
- Système universitaire de documentation: 030421128
- Virtual International Authority File: 114038461
- WorldCat: E39PBJB49HggyvcmtD8VYPpByd